# أجوردو

أجوردو هي بلدة تقع في مقاطعة بيلون، في منطقة فينيتو في إيطاليا. تقع على بعد حوالي 100 كيلو متر (62 ميل) شمال البندقية وحوالي 20 كيلو متر (12ميل) شمال غرب بيلونو. كانت بلدة أجوردو المقر الرئيسي لشركة Luxottica Group S.p.A أكبر شركة نظارات في العالم قبل أن يتم نقلها إلى ميلانو.

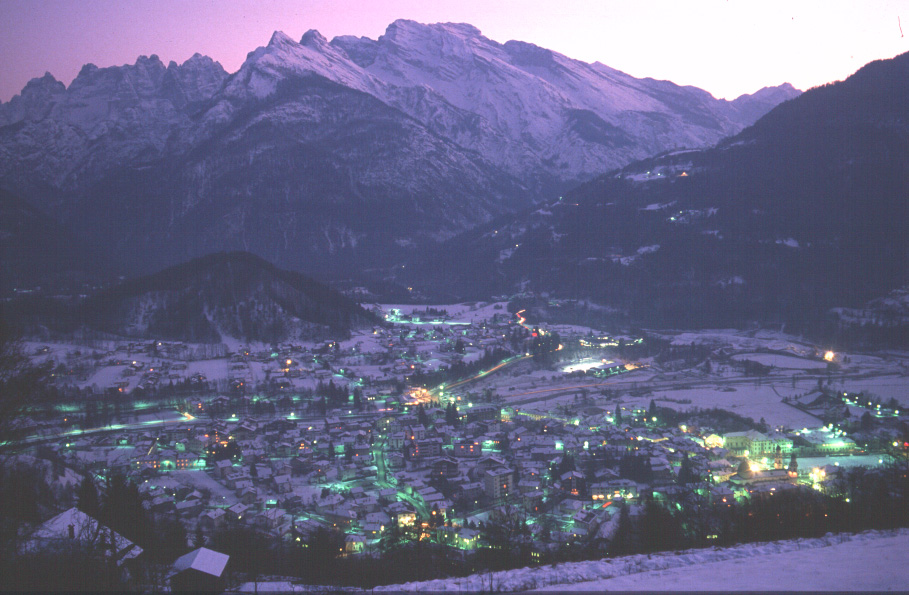
Agordo عند الغسق.

## المدن التوأم
- Zugliano, Italy
- Dolomieu, France[4]